# Кнежина (Босна и Херцеговина)
Кнежина (на сръбски: Кнежина) е село в Босна и Херцеговина, разположено в община Соколац, в ентитета на Република Сръбска. Населението му според преброяването през 2013 г. е 248 души, от тях: 237 (95,56 %) сърби, 5 (2,01 %) бошняци, 3 (1,20 %) хървати, 1 (0,40 %) украинец, 1 (0,40 %) словенец, 1 (0,40 %) неизвестен.

## Население
Численост на населението според преброяванията през годините:
- 1961 – 555 души
- 1971 – 437 души
- 1981 – 406 души
- 1991 – 465 души
- 2013 – 248 души